# Beneditinos (Piauí)
Beneditinos é um município brasileiro do estado  do Piauí. Localiza-se a uma latitude 05º27'21" sul e a uma longitude 42º21'37" oeste, estando a uma altitude de 150 metros. Sua população segundo o censo de 2010 era de 9 911 habitantes. Possui uma área de 805,28 km².
Foi elevado a vila em 7 de Julho de 1925, pela lei número 1135/1925. Foi extinto em 1931 e restaurado pelo decreto número 1575, de 17 de agosto de 1934, sendo transformado em cidade em 1938 - decreto 147.

## Localização
| Noroeste: Lagoa do Piauí e Pau-d'Arco do Piauí | Norte: Pau-d'Arco do Piauí                                 | Nordeste: Alto Longá |
| Oeste: Lagoa do Piauí                          |                                                            | Leste: Alto Longá    |
| Sudoeste: Monsenhor Gil                        | Sul: São Miguel da Baixa Grande e Passagem Franca do Piauí | Sudeste: Alto Longá  |